# 다카쿠라촌 (이시카와현)
다카쿠라촌(高倉村)은 이시카와현 스즈군에 설치되었던 촌이다.